# Hans Tilly
Hans Tilly (* um 1937) ist ein Kärntner Unternehmer. Er ist Gründer der Tilly Holzindustrie und einer der größten Forstbesitzer Kärntens.

## Leben
Tillys Familie stammt aus dem Tarvis im Kanaltal und wurde 1938 oder 1941 nach Kärnten umgesiedelt und ließ sich in Kappel am Krappfeld nieder. Als erster Kärntner Landwirt baute Tilly Raps und Mais an, mit dem Gewinn kaufte er Waldflächen. 1981 gründete Tilly mit dem Kauf eines Sägewerks die Tilly Holzindustrie GmbH. 1985 errichtete er ein Naturholzplattenwerk. Mit den Ein-, Drei- und Mehrschichtplatten bildeten die Erfolgssbasis des Unternehmens. Im Jahr 1997 kaufte er die Hespa-Forstbetriebe und erweiterte mit der Bewirtschaftung des Forstguts seinen beruflichen Fokus.
Von den damaligen 17 000 Hektar, befinden sich laut Stand 2011, 8500 Hektar in seinem Besitz. Dies macht Tilly zum zweitgrößten privaten Forstbesitzers Kärnten, nach der katholischen Kirche.
Hans Tilly hat drei Kinder, von denen einer als Geschäftsführer im Unternehmen tätig ist und ein weiterer seinen landwirtschaftlichen Betrieb führt. Seine Tochter, welche in die ehemalige Sägewerks-Familie Kogler aus Liebenfels einheiratete, führt gemeinsam mit ihrer Familie das Skigebiet auf der Simonhöhe.
Darüber hinaus war er an Öl-Geschäften in Libyen tätig. Mit dem Kauf von Gut Walterskirchen am Wörthersee schuf er sich seine Privatresidenz, deren Umgestaltung aufgrund umfangreicher Schlägerungen inmitten eines Naturschutzgebietes und Überschreitung der genehmigten Umbaumaßnahmen mehrfach kritisiert wurde. In einem der Prozesse um Walterskirchen ist es mit einem der Naturfreunde-Vorsitzenden Philipp Liesnig zu einem Vergleich im Februar 2019 gekommen.
Im September 2021 wurde die größte Photovoltaik-Anlage Kärntens im Ausmaß von 15 000 Quadratmetern auf den Dächern der Tilly Holzindustrie in Betrieb genommen. Die Umsetzung wurde durch die Kelag und Energetica Industries vorgenommen.

## Bohrunternehmung am Krappfeld
Ein weiteres großes Projekt des Unternehmers war ein Bohrturm der in Kappel am Krappfeld aufgestellt wurde um nach Öl und Warmwasser zu bohren. Nachdem nicht relevantes gefunden wurde, stellte man die Bohrungen im Oktober 2018 wieder ein.  Die erreichte Tiefe wurde mit 2800 Meter bemessen. Die gefundenen Daten und Messungen wurden österreichischen Universitäten zur Forschung, zur Verfügung gestellt.
2001 feierte die Tilly Holzindustrie das 20-jährige Firmenjubiläum.

## Chaletbau am Klippitztörl
Die Tilly Forstbetriebe GmbH in der Hans Tilly als Geschäftsführer tätig ist, plante rund um das Skigebiet Klippitztörl in der Gemeinde Bad St. Leonhard eine Grundstücksumwidmung für 77 Chalets, welche in weiterer Folge an Privatkunden verkauft werden sollen. 59 Hütten bestehen bereits, weitere 42 sind bereits gewidmet. Auch in der Stadtgemeinde Wolfsberg waren fünf Chalets und 6 Ferienwohnungen geplant. Die Stadtgemeinde hat in dieser Folge eine strategische Umweltprüfung durchführen lassen, um die Nachhaltigkeit und die Umweltverträglichkeit festzustellen. Während Christian Kresse, Chef der Kärnten Werbung das Projekt als "Ausverkauf der Heimat" kritisierte, sieht der Bad St. Leonharder Bürgermeister Dieter Dohr das Projekt als Rettung vor der Abwanderung in seiner Gemeinde.
Nach einem negativen Gutachten der TU Wien, verbot das Land Kärnten im Februar 2022 die Umsetzung des Chalet-Projekts. Die Tilly Forstbetriebe GmbH wird demnach mögliche rechtliche Schritte gegen das Gutachten prüfen. Im Rahmen des Möglichen läge ein ganzjähriger Tourismusbetrieb bestehend aus einem Hotel mit 300 Betten, welches laut Dieter Dohr von Tilly an ihn herangetragen wurde.